# 蜷川みほ
蜷川 みほ（にながわ みほ）は、画家、女優、ミュージシャン。神奈川県横浜市出身。

## 来歴・人物
1985年、TBS系ドラマ『五度半さん』にレギュラー出演し、デビュー。以降、数々の映画、舞台、テレビドラマに出演し、個性派女優として活躍。
1997年にはロックバンド『VERY VERY IRON』を結成し、Vocal＆Guitarとしてメジャー展開。2007年には、ソロアルバム『ninamiho』を発表。独特な詞の世界観が注目を集める。
また絵画に於いては、2007年より数々のグループ展に参加。2016年には初個展を開催し好評を博す。以降、定期的に個展を開催している。

### 絵画略歴
- 2022年：個展（弘重ギャラリー／恵比寿）
- 2019年：個展（弘重ギャラリー／恵比寿）
- 2018年：個展（pontohana／洗足池）
- 2017年：個展（ピナコテーカギャラリー／神田）
- 2016年：個展（ピナコテーカギャラリー／神田）
- 2007年〜：グループ展、チャリティー展（三越美術館、スパイラルホール、恵比寿ギャラリーMalle、銀座ギャラリーi 他）

### 家族
- 叔父：蜷川幸雄（演出家）
- 姉：蜷川有紀（画家、女優）
- 従妹：蜷川実花（写真家）
- 叔母：蜷川宏子（キルト作家）
- 父：水野陽美（詩人）
- 伯父：水野富美夫（画家）

## 出演

### 映画
- 龍飛岬（1986年、監督：中津川勲）
- 瀬戸内少年野球団 青春篇・最後の楽園（1986年、監督：三村晴彦）
- エバラ家の人々（1991年、監督：高田大嗣）
- KT（2002年、監督：阪本順治）
- この世の外へ クラブ進駐軍（2004年、監督：阪本順治）
- 稀人（2004年、監督：清水崇）
- イヌゴエ（2006年、監督：横井健司）
- インプリント〜ぼっけえ、きょうてえ〜（2006年、監督：三池崇史）
- 太陽の傷（2006年、監督：三池崇史）
- さくらん（2007年、監督：蜷川実花）
- ドリーム・クルーズ（2007年、監督：鶴田法男）
- M（2007年、監督：廣木隆一）
- 神様のパズル（2008年、監督：三池崇史）- 権田原みほ
- きみの友だち（2008年、監督：廣木隆一）
- 座頭市 THE LAST（2010年、監督：阪本順治）
- DEAD BALL（2011年、監督：山口雄大）
- 逆転裁判（2012年、監督：三池崇史）
- ヘルタースケルター （2012年、監督：蜷川実花）
- だいじょうぶ3組（2013年、監督：廣木隆一） - 工藤公彦の母
- 藁の楯（2013年4月26日、監督：三池崇史） - 衣笠ちえ
- 100回泣くこと（2013年6月22日、監督：廣木隆一）
- アルカナ（2013年、監督：山口義高）
- さよなら歌舞伎町（2015年1月24日、監督：廣木隆一）
- バット・オンリー・ラブ （2016年、監督：佐野和宏）
- テラフォーマーズ（2016年4月29日、監督：三池崇史）
- ヴァンパイアナイト（2017年、監督：山嵜晋平）
- ろんぐ・ぐっどばい（2017年、監督：いまおかしんじ）
- 私の人生なのに (2018年、監督：原敬之助)
- 来る (2018年、監督：中島哲也)
- ダラダラ (2022年、監督：山城達郎)
- なぎさ (2023年、監督：古川原壮志)
- 二人静か (2023年、監督：坂本礼)

### テレビドラマ
- テレビ小説『五度半さん』（1985年、TBS系）
- 親にはナイショで（1985年、TBS系）
- 東芝日曜劇場『波の下の道』（1985年、TBS系）
- ライスカレー（1985年、フジテレビ系）
- 特捜最前線第484話『鉢植の墓標・風俗ギャル殺人事件!』（1986年、テレビ朝日系）
- テレビ小説『夢恋し』（1986年、TBS系）
- 水曜ドラマスペシャル『詐欺師の旅』（1986年、TBS系）
- 女優競演サスペンス『タフガイが死んだ日』（1987年、フジテレビ系）
- ドラマチックナイト『離婚夫婦北海道推理ツアー』（1987年、フジテレビ系）
- 土曜ワイド劇場（テレビ朝日系）
  - 『湯けむり旅館連続殺人』（1987年）
  - 『軽井沢‐東京女子大生たちの危ないゲーム』（1988年）
  - 『去りゆく日に1994年）
  - 『おとり捜査官・北見志穂6消えた花嫁連続殺人 殺された警官とウェディングブーケの花粉の秘密…』（2004年3月13日） - 斉藤刑事
  - 『森村誠一の終着駅シリーズ第22作「殺人同盟」』（2009年3月14日） - 保険会社社員・木下智子
- ハングマンGOGO（1987年、テレビ朝日系）
- ドラマ23『隣の奥さん』（1988年、TBS系）
- 女性作家サスペンス『不運な忘れ物』（1988年、フジテレビ系）
- 親子ウォーズ（1988年、TBS系）レギュラー
- 木曜ゴールデンドラマ（日本テレビ系）
  - 『喝采』（1988年）
  - 『おれは裸だ』（1988年）
  - 『家族の迷路』（1990年）
- テレビ朝日開局30周年記念『桜子は微笑う』（1988年、テレビ朝日系）
- 不思議な宅配便（1989年、フジテレビ系）
- ハイビジョンドラマ『雪の桜』（1989年、フジテレビ系）
- スペシャルドラマ『水の女』（1989年、テレビ朝日系）
- ドラマ23『オレンジ色の診察室』（1989年、TBS系）
- キツイ奴ら（1989年、TBS系）
- 火曜サスペンス劇場（日本テレビ系）
  - 『六月の花嫁4‐新婚』（1990年）
  - 『突然、夫に死なれて』（1991年）
  - 『夜の二乗』（1994年）
  - 『松本清張スペシャル・事故』（2002年）
  - 『産婦人科医・南雲綾子』（2003年）
- キツイ奴ら 栄冠は君に輝く（1990年、TBS系）
- 振り向けば春（1990年、NHK）
- 歴史みつけた（1990年、NHK）
- 世にも奇妙な物語『石田部長代理の災難』（1991年、フジテレビ系）
- 外科医・有森冴子スペシャル'91秋（1991年、日本テレビ）
- おんなの砦（1991年、フジテレビ系）
- 月曜女のサスペンス『京都・山茶花寺殺人事件』（1991年、テレビ東京）
- 現代推理サスペンス『骨の証言』（1991年、フジテレビ系）
- マダム・りん子の事件帖 第8話「消えた予備校生」（1991年、NHK）
- 夏の不思議ミステリー『本当にあった怖い話』（1992年、テレビ朝日系）
- 新春スペシャル『京都殺人事件』（1992年、テレビ東京系）
- 金曜ドラマシアター『銀行検査部25時』（1992年、フジテレビ系）
- 赤かぶ検事の逆転法廷（1992年、テレビ朝日系列）
- 向田邦子新春ドラマスペシャル『華燭』(1992年、TBS系）
- 花王 愛の劇場（TBS系）
  - 『ママに宿題』（1995年）
  - 『新・天までとどけ2』（2001年）
  - 『コスメの魔法』（2004年）
- はぐれ刑事純情派（1995年、テレビ朝日系）
- 寝たふりしてる男たち（1995年、日本テレビ系）
- 愛と疑惑のサスペンス『黒い月』（1995年、フジテレビ系）
- 水曜シリーズドラマ『冬の蛍』（1997年、NHK）
- 青い花火（1998年、NHK総合）
- ウルトラマンコスモス 第7話「空からのプレゼント」（2001年、TBS系）
- 医者と患者（2001年、BSフジ）
- ルージュ（2001年、NHK）
- ファイティングガール（2001年、フジテレビ系）
- 金融腐食列島‐再生（2001年、BS-i）
- 恋愛偏差値（2002年、フジテレビ系）
- 私海（2003年、フジテレビ系）
- 関西テレビ放送開局45周年記念ドラマ『ワルシャワの秋』（2003年、フジテレビ系）
- 金曜時代劇『茂七の事件簿3‐ふしぎ草紙』第3話「鬼は外」（2003年、NHK）
- 女と愛とミステリー『捜査検事・近松茂道4』（2004年、テレビ東京）
- 水曜プレミア『四分の一の絆』（2004年、TBS系）
- コスメの魔法 Season1（2004年） - 野村礼子 役
- ココリコミラクルタイプドラマスペシャル『口うるさい女』（2005年、フジテレビ系）
- 金曜プレステージ（フジテレビ系）
  - 『永遠へ』（2007年）
  - 『所轄刑事4』（2008年） - 溝口晴枝（直子の母） 役
- セクシーボイスアンドロボ 第2話（2007年、日本テレビ系） - 野口享子 役
- 土曜ドラマ『刑事の現場』第3話「運び屋を追え」（2008年、NHK） - 田村和子 役
- 相棒（テレビ朝日系）
  - season7 - 恭子 役
    - 第1話「還流〜密室の昏迷」（2008年10月22日）
    - 第2話「還流〜悪意の不在」（2008年10月29日）

  - season12 第9話「かもめが死んだ日」（2013年12月11日） - 昌子ママ 役
- 傍聴マニア09（2009年、日本テレビ系）
- ミッドナイト☆ドラマ『SOIL ソイル』（2010年、WOWOW）
- ハガネの女 第4話（2010年、テレビ朝日系）
- 新参者 第9話（2010年、TBS系）
- 連続ドラマW『ソドムの林檎』（2013年、WOWOW）
- 赤と黒のゲキジョー『三面記事の女たち -愛の巣-』（2015年、フジテレビ） - 國原晃子
- 眠れぬ真珠（2015年、dTV）
- ミラクルちゅーんず

### 舞台
- なぜか青春時代（1987年、演出:蜷川幸雄、PARCO劇場）
- 盲導犬（1989年、演出:蜷川幸雄、日生劇場）
- 表裏源内蛙合戦（2008年、演出:蜷川幸雄、Bunkamuraシアターコクーン 他）
- ティーチャーズ〜職員室より愛をこめて〜（2009年、演出・脚本：吉村ゆう、東京芸術劇場中ホール 他）
- あまから（2010年、演出:大森博、中野ザ・ポケット）
- あかはな（2011年、演出:大森博、中野テアトルBONBON）
- 海辺のカフカ（2012年、演出:蜷川幸雄、彩の国さいたま芸術劇場）
- 仮想家族（2012年、演出・脚本：角田ルミ、中野 ザ・ポケット）

## ディスコグラフィ

### VERY VERY IRON

#### シングル
|     | 発売日         | タイトル                   | 規格品番   | 収録曲                                                                                    | 備考 |
| --- | -------------- | -------------------------- | ---------- | ----------------------------------------------------------------------------------------- | ---- |
| 1st | 1997年5月21日  | すてきなMUSIC LIFE         | MEDR-11103 | 1. すてきなMUSIC LIFE 2. 緑色のブタ 3. すてきなMUSIC LIFE（T.V.ミックス）                 |      |
| 2nd | 1997年10月22日 | ポケットティッシュ・ガール | MEDR-11105 | 1. ポケットティッシュ・ガール 2. 宇宙の秘密 3. ポケットティッシュ・ガール（T.V.ミックス） |      |

### 蜷川みほ

#### アルバム
|     | 発売日       | タイトル | 規格品番 | 収録曲 | 備考 |
| --- | ------------ | -------- | -------- | --- | ---- |
| 1st | 2007年1月1日 | ninamiho | CDYJM-1  | 1. 脱線しそう 2. 青い鳥 3. 空の箱 4. わがままマン 5. Proud View 6. サイコプリンス 7. プラスチックチケット 8. Daddy's Hand 9. キャロットストロベリー |      |

### タイアップ一覧
| 起用年         | 曲名               | タイアップ                                        |
| -------------- | ------------------ | ------------------------------------------------- |
| VERY VERY IRON |                    |                                                   |
| 1997年         | すてきなMUSIC LIFE | TBS系『浜田雅功のシングルGOLF』エンディングテーマ |
| 1997年         | すてきなMUSIC LIFE | ロッテ CMソング                                   |
| 1997年         | Daddy's Hand       | ポプラ CMソング                                   |

### ヘビーローテーション/パワープレイ

#### テレビ
| 起用年         | 曲名                       | ヘビーローテーション/パワープレイ                              |
| -------------- | -------------------------- | -------------------------------------------------------------- |
| VERY VERY IRON |                            |                                                                |
| 1997年         | ポケットティッシュ・ガール | 全国10局ネット 音楽バラエティー『Zの部屋』P.V.パワープッシュ曲 |

### MV
- King & Prince『愛し生きること』

### CM

#### VERY VERY IRON
- 生活創庫「Very2 SUMMER FESTA」（1997年）